# Sex Tape (film)
Ne doit pas être confondu avec Sex tape.
Pour plus de détails, voir Fiche technique et Distribution.
Sex Tape ou Film osé au Québec est une comédie américaine réalisée par Jake Kasdan, sortie en 2014.

## Synopsis
Jay et Annie s’aiment, mais dix ans de mariage et deux enfants ont un peu érodé leur passion.
Pour raviver la flamme, ils décident de filmer leurs ébats lors d’une séance épique. L’idée semble plutôt bonne… jusqu'à ce qu’ils s’aperçoivent que leur vidéo a été envoyée par erreur à tout leur entourage familial et professionnel.
Pris de panique, ils sont prêts à tout pour faire disparaître leur film chez chacun des destinataires. Ils jouent leur réputation, leur carrière, leur mariage, leur vie de famille…

## Fiche technique
- Titre français et original : Sex Tape
- Titre québécois : Film osé
- Réalisation : Jake Kasdan
- Scénario : Kate Angelo, Jason Segel et Nicholas Stoller
- Direction artistique : Elliott Glick
- Décors : Jefferson Sage

- Costumes : Phil Eagles
- Photographie : Jules O'Loughlin

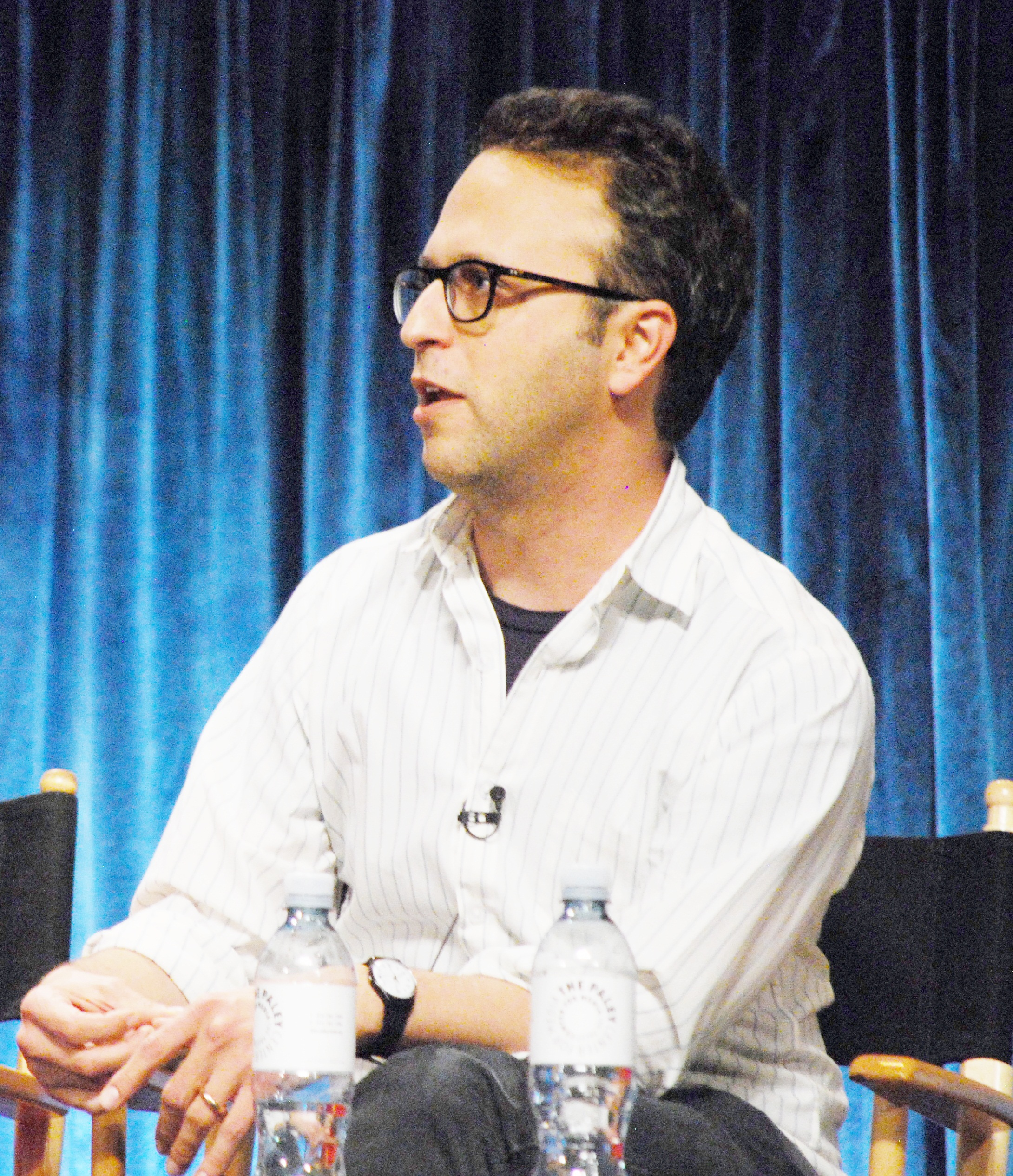
Jake Kasdan, le réalisateur du film.

- Montage : Steve Edwards, Tara Timpone
- Musique : Michael Andrews
- Distribution : Anya Colloff, Michael V. Nicolo
- Production : Todd Black, Jason Blumenthal, Steve Tisch
- Producteur exécutif : David J. Bloomfield, Ben Waisbren
- Sociétés de production : Escape Artists, Media Rights Capital et Sony Pictures Entertainment
- Sociétés de distribution : 
  - Columbia Pictures (États-Unis)
  - Sony Pictures Releasing Canada (Canada)
  - Sony Pictures Releasing France (France)
  - Walt Disney Studios Motion Pictures Finland (Finlande)
- Budget : 40 millions de $
- Pays d'origine :  États-Unis
- Langue originale : anglais
- Format d'image : Couleur – 1,85 : 1 – Son Dolby Digital, Arri Alexa XT, SDDS
- Genre : Comédie romantique
- Durée : 94 minutes
- Dates de sortie :
  -  Australie : 14 juillet 2014
  -  États-Unis et  Canada : 18 juillet 2014
  -  Espagne : 25 juillet 2014
  -  France et  Allemagne : 10 septembre 2014

 Sauf indication contraire, les informations mentionnées dans cette section peuvent être confirmées par la base de données cinématographiques IMDb,  présente dans la section « Liens externes ».

## Distribution

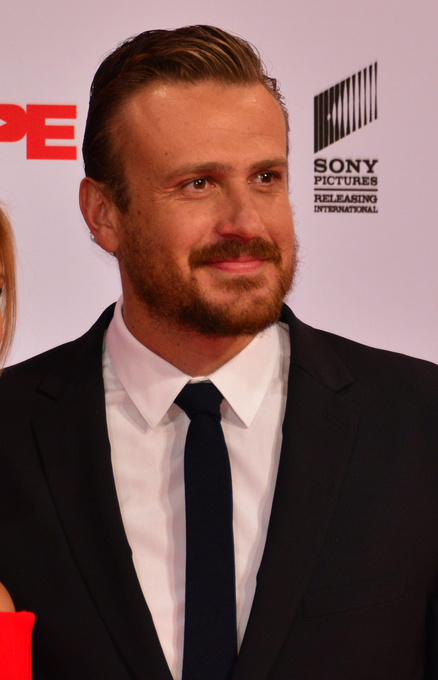
L'acteur Jason Segel, lors de la première du film à Berlin, Allemagne.

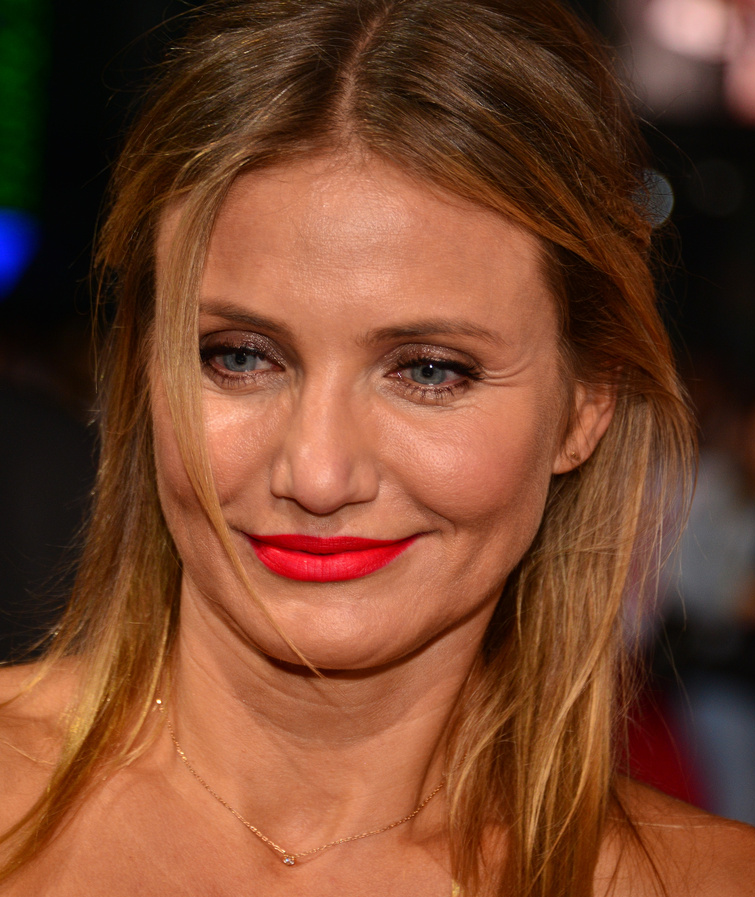
L'actrice Cameron Diaz, également à Berlin.

- Cameron Diaz (VF : Barbara Tissier ; VQ : Camille Cyr-Desmarais) : Annie
- Jason Segel (VF : Jérôme Rebbot ; VQ : Patrice Dubois) : Jay
- Giselle Eisenberg (VF : Coralie Thuilier) : Nell, la fille d'Annie
- Rob Corddry (VF : Xavier Fagnon ; VQ : Frédéric Desager) : Robbie
- Ellie Kemper (VF : Magali Rosenzweig ; VQ : Catherine Proulx-Lemay) : Tess
- Rob Lowe (VF : Bruno Choël ; VQ : Gilbert Lachance) : Hank, le patron d'Annie
- James Wilcox (VF : Cédric Ingard) : Charlie Newhouse
- Nat Faxon (VF : Julien Sibre ; VQ : François Trudel) : Max
- Nancy Lenehan (VF : Sylvie Genty ; VQ : Johanne Garneau) : Linda
- Randall Park : Edward
- Harrison Holzer (VF : Tom Trouffier ; VQ : Nicolas DePassillé-Scott) : Howard
- Dave « Gruber » Allen : le facteur
- Sebastian Hedges Thomas (VF : Jules Timmerman ; VQ : Clifford Leduc-Vaillancourt) : Clive
- Jack Black (VF : Philippe Bozo) : le propriétaire de YouPorn

## Lieux de tournage
Le tournage commence le 12 septembre 2013 à Newton au Massachusetts et à Los Angeles en Californie.

## Accueil
Lors de sa sortie en salles, Sex Tape rencontre de nombreux commentaires défavorables des critiques professionnels, obtenant 19 % d'avis positifs sur le site Rotten Tomatoes, pour 106 commentaires et une moyenne de 4⁄10 et un score de 36⁄100 sur le site Metacritic.

## Box-office
| Pays ou région | Box-office      | Date d'arrêt du box-office | Nombre de semaines |
| -------------- | --------------- | -------------------------- | ------------------ |
| Mondial        | 125 266 375 $   | 21 septembre 2014          | 9                  |
| États-Unis     | 38 543 473 $    | 21 septembre 2014          | 9                  |
| France         | 531 501 entrées | 22 octobre 2014            | 6                  |